# Théâtre des Champs-Élysées

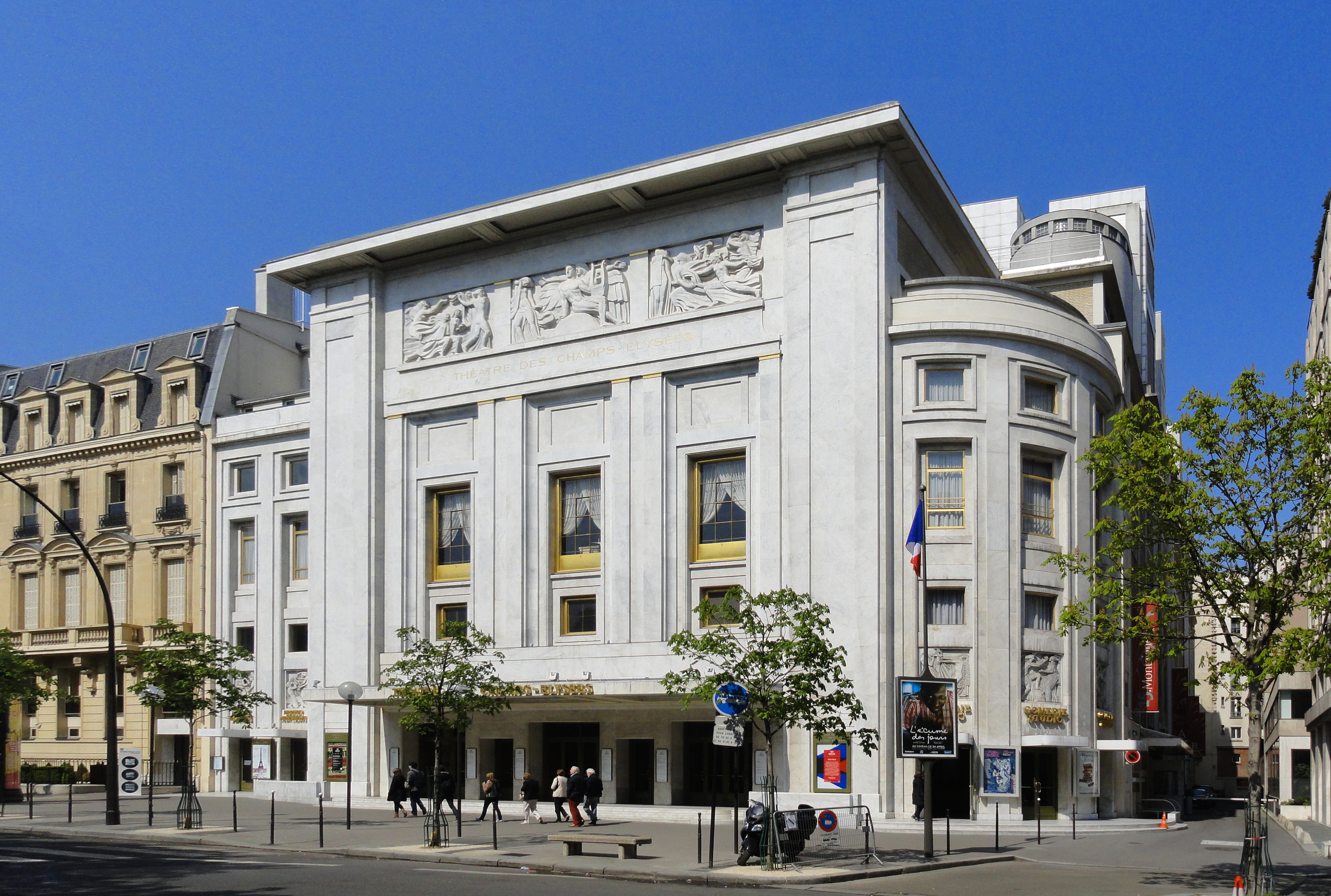
Théâtre des Champs-Élysées

Das Théâtre des Champs-Élysées (französisch, deutsch Theater der Champs-Élysées) ist ein Theater in Paris. Es liegt nicht an der Straße Champs-Élysées, sondern an der Avenue Montaigne Nr. 15, und erregte Anfang des 20. Jahrhunderts durch seine Architektur und vor allem durch skandalumwitterte Aufführungen Aufsehen. Noch heute ist es eine Spielstätte des Musiktheaters und eines der bekanntesten Konzerthäuser der Stadt.
Das Theater verdankt sein Entstehen Gabriel Thomas, dem Finanzier und Gründer der Betriebsgesellschaft des Eiffelturms, sowie dem Zeitungsherausgeber und Impresario Gabriel Astruc. Der zeitgenössischen Musik sollte ein adäquater Raum geschaffen werden, das Projekt konnte sich durch den Ankauf des ehemaligen Hôtel de Lillers an der Avenue Montaigne im 8. Arrondissement gegen die ursprünglich ablehnende Stadtverwaltung durchsetzen.

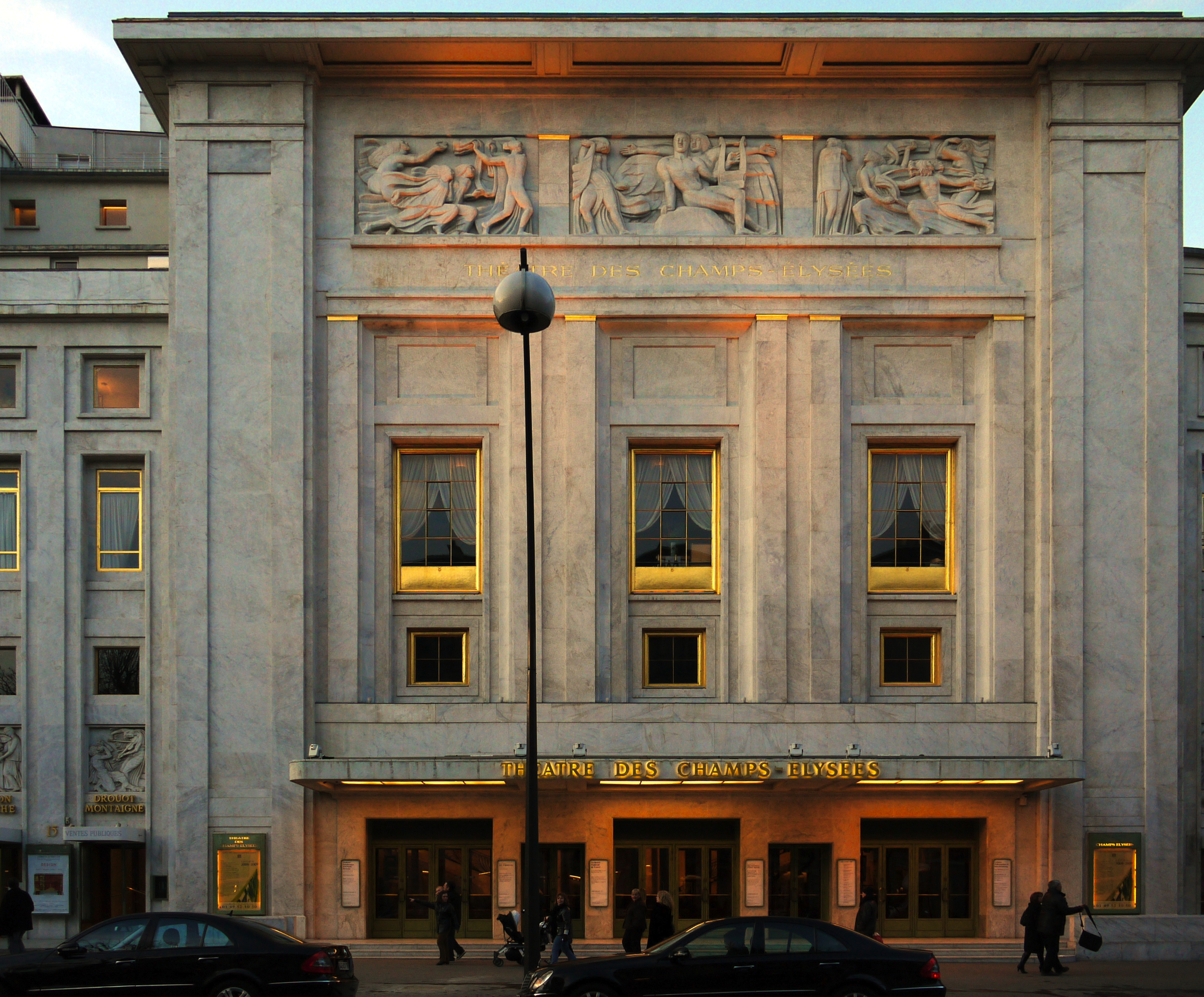
Straßenfassade mit Flachreliefs von Antoine Bourdelle

Auguste Perret errichtete von 1911 bis 1913 das ursprünglich von Henry van de Velde konzipierte Theater. Die Betonkonstruktion wurde, untypisch für Perret, mit weißem Marmor verblendet. Die Fassade zieren Flachreliefs von Émile-Antoine Bourdelle, die Apollon mit den Musen darstellen. Im Inneren befinden sich drei Säle übereinander: Das Grand Théâtre mit 2.000 Sitzen, darüber La Comédie mit 655 Sitzen und Le Studio (257 Sitze), das 1923 eröffnet wurde. Kunstwerke von Vertretern des Nabis zwischen Jugendstil und Art déco beherrschen die Innenausstattung. Die Kuppel des großen Saales sowie die vergoldeten Skulpturen im Proszenium stammen von Maurice Denis, die Malereien in La comédie von Édouard Vuillard, der Vorhang von Ker-Xavier Roussel.
Schon im ersten Jahr konnte das Théâtre des Champs-Élysées seiner Intention gerecht werden. Die Premieren des Ballets Russes unter dem Choreografen Vaslav Nijinsky (Jeux von Claude Debussy am 15. Mai 1913 und in größerem Maße Le sacre du printemps von Igor Strawinsky zwei Wochen später) gelten als Beginn der Ballettmoderne.
Das Theater La Comédie erlebte seinen Höhepunkt unter der Direktion von Louis Jouvet von 1922 bis 1934.
Das Théâtre des Champs-Élysées ist heute der klassischen Musik gewidmet und Heimstätte des Orchestre National de France und des Orchestre Lamoureux sowie Stützpunkt der Wiener Philharmoniker in Frankreich.
Seit 2010 ist Michel Franck Direktor des Theaters.

## Film
- Heinz Emigholz: Perret in Frankreich und Algerien (Dokumentation, 2012); darin: Abschnitt 3 über das Théâtre des Champs-Élysées.
- 100 Jahre Sacre du Printemps. Dokumentation über die Geschichte des Sacre du Printemps. Dokumentarfilm, Frankreich, 2013, 26 Min., Regie: Olivier Simonnet, Produktion: arte France, Erstsendung: 29. Mai 2013, Inhaltsangabe von musik heute.
 Der Dokumentarfilm handelt in der ersten Hälfte von der Geschichte der ersten Spielstätte von Sacre du Printemps.